# Eupentacta
Eupentacta (лат.) — род иглокожих семейства Sclerodactylidae отряда Dendrochirotida из класса голотурий (Holothuroidea), морских беспозвоночных с удлинёнными телами, жёсткой кожей и щупальцами.
Для членов семейства характерно сложное кольцо известковых косточек, на переднем конце тела. Длина от 3 (Eupentacta exigua) до 10 см (Eupentacta quinquesemita). Встречаются в северной части Тихого океана от тропических до полярных вод. Бентосные животные. Безвредны для человека, не являются объектами промысла. Охранный статус видов рода не оценивался.

## Виды
На апрель 2024 Всемирный регистр морских видов признает следующие виды:
- Eupentacta exigua (Ludwig, 1875)
- Eupentacta fraudatrix (D’yakonov & Baranova in D’yakonov, Baranova & Savel’eva, 1958)
- Eupentacta pseudoquinquesemita Deichmann, 1938
- Eupentacta quinquesemita (Selenka, 1867)

Ранее в роде выделяли вид Eupentacta chronhjelmi (Théel, 1886), теперь признанный синонимом Eupentacta quinquesemita (Selenka, 1867).